# Cornelis Bisschop
Cornelis Bisschop (ur. 12 lutego 1630 w Dordrechcie, zm. 21 stycznia 1674) – holenderski malarz.

## Życiorys
Był uczniem Ferdinanda Bola w Amsterdamie. W 1653 roku powrócił do Dordrechtu, gdzie tworzył do końca życia. Malował różnotematyczne obrazy, początkowo zbliżone do tematyki Bola np. Merkury i Argus (1650-1659 Dordrechts Museum) a w późniejszym okresie portrety, martwe natury oraz obrazy wnętrz domowych. Przy tych ostatnich wyróżnia się umiejętnością zastosowania perspektywy – Dziewczyna obierająca jabłko (1667, Amsterdam). W swoich obrazach stosował tzw. trompe l'oeil.
Przed śmiercią otrzymał propozycje zostania malarzem nadwornym króla duńskiego. Z jego jedenaściorga dzieci dwóch synów i trzy córki zostali malarzami. Z jedna z jego córek, Anną, w 1680 roku ożenił się Abraham van Calraet.

## Obrazy
- Merkury i Argus – 1650-1659, 99,4 × 126,5 cm, Dordrechts Museum
- Dziewczyna obierająca jabłko – 1667, 70 x 57 cm, Rijksmuseum, Amsterdam
- Autoportret – 1668, 117 × 98,6 cm, Dordrechts Museum
- Regenci i regentki szpitala Najświętszego Sakramentu w Dordrechcie – 1668, Dordrechts Museum